# سیارک ۱۰۰۶۷۵
سیارک ۱۰۰۶۷۵ (به انگلیسی: 100675 Chuyanakahara، نامگذاری:1997XP2) صد هزار و ششصد و هفتاد و پنجمین سیارک کشف شده‌است که در ۴ دسامبر ۱۹۹۷ کشف شد.